# أندريه بوشارد
أندريه بوشارد هو عالم بيئة كندي، ولد في 26 يناير 1946، وتوفي في 4 مارس 2010.